# ۸۸۰ (خورشیدی)
۸۸۰ هشتصد و هشتادمین سال هجری خورشیدی است.

## رویدادها
- تاجگذاری شاه اسماعیل یکم در تبریز و بنیان‌گذاری پادشاهی صفویه و رسمی شدن مذهب تشیع در ایران، برابر با ۱۵۰۱ (میلادی) و ۹۰۷ قمری.